# Ilsan-dong, Wonju
Ilsan-dong (koreanska: 일산동) är en stadsdel i staden Wonju i provinsen Gangwon i den centrala delen av Sydkorea, 90 km öster om huvudstaden Seoul.